# Anthriscus fumarioides
Anthriscus fumarioides là một loài thực vật có hoa trong họ Hoa tán. Loài này được (Waldst. & Kit.) Spreng. mô tả khoa học đầu tiên năm 1813.